# Chrysops laticeps
Chrysops laticeps är en tvåvingeart som beskrevs av Austen 1910. Chrysops laticeps ingår i släktet Chrysops och familjen bromsar. Inga underarter finns listade i Catalogue of Life.